# Walter Citrine
Walter McLennan Citrine (22 août 1887, Wallasey – 22 janvier 1983, Brixham), 1er baron Citrine, est un syndicaliste et homme politique britannique.
Il est, de 1926 à 1946, le secrétaire général du Trades Union Congress. Il préside la Fédération syndicale internationale de 1928 à 1945, et est le premier président de la Fédération syndicale mondiale, en 1946.